# Arthur Gore, 5. Earl of Arran
Arthur Saunders William Charles Fox Gore, 5. Earl of Arran KP (* 6. Januar 1839 in Bath, Somerset; † 14. März 1901 in Mayfair, London) war ein britischer Peer und Diplomat.

## Leben
Er war der älteste Sohn des Philip Gore, 4. Earl of Arran, aus dessen Ehe mit Elizabeth Marianne Napier, Tochter des Lt.-Gen. Sir William Napier. Als Heir apparent seines Vaters führte er seit Geburt den Höflichkeitstitel Viscount Sudley.
Er besuchte das Eton College und trat anschließend in den diplomatischen Dienst. 1859 wurde er Attaché in der britischen Botschaft in Hannover (Königreich Hannover), 1860 in Stuttgart (Königreich Württemberg), 1861 in Lissabon (Königreich Portugal) und 1863 in Paris (Französisches Kaiserreich). Von 1863 bis 1864 war er Sheriff des County Donegal. Von 1865 bis 1881 amtierte er als Einkommensteuer-Spezialkommissar und von 1883 bis 1884 als Zoll-Kommissar.
Beim Tod seines Vaters am 25. Juni 1884 erbte er dessen irische Adelstitel 6. Earl of Arran, 6. Viscount Sudley, 6. Baron Saunders, sowie als 8. Baronet, of Newtown Gore.
Am 7. November 1884 wurde ihm der Titel Baron Sudley, of Castle Gore in the County of Mayo, verliehen. Dieser britische Adelstitel berechtigte ihn im Gegensatz zu seinen irischen Titeln unmittelbar zu einem Sitz im britischen House of Lords.
1889 wurde er zum Lord Lieutenant des County Mayo ernannt und hatte dieses Amt bis zu seinem Tod inne. Am 15. März 1898 wurde er als Knight Companion in den Order of Saint Patrick aufgenommen.
Er starb 1901 und wurde auf dem Friedhof von Windsor in Berkshire begraben. Seine Adelstitel fielen an seinen einzigen Sohn Arthur.

## Ehen und Nachkommen
Am 21. Februar 1865 heiratete er Lady Edith Elizabeth Henrietta Jocelyn (1845–1871), Schwester und Erbin des Robert Jocelyn, 4. Earl of Roden. Mit ihr er drei Töchter und einen Sohn:
- Lady Mabell Frances Elizabeth Gore (1866–1956) ⚭ 1886 David Ogilvy, 6. Earl of Airlie;
- Lady Cicely Alice Gore (1867–1955) ⚭ 1887 James Gascoyne-Cecil, 4. Marquess of Salisbury;
- Arthur Charles Jocelyn Charles Gore, 6. Earl of Arran (1868–1958), ⚭ 1902 Maud Huyssen van Kattendyke, ⚭ 1929 Lilian Constance Browne;
- Lady Esther Georgiana Caroline Gore (1870–1955) ⚭ 1894 William Smith, 2. Viscount Hambleden.

In zweiter Ehe heiratete er am 29. Juli 1889 Winifred Ellen Reilly († 1921), Witwe des Hon. John Montagu Stopford (1853–1885, Sohn des James Stopford, 4. Earl of Courtown). Mit ihr hatte er eine Tochter:
- Lady Winifred Helene Lettice Gore (1891–1958).